# Andrea Barlesi

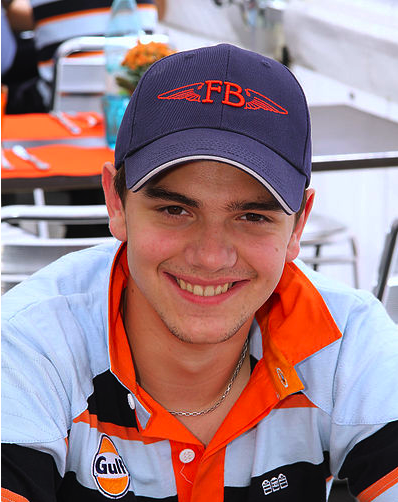
Barlesi in 2011 op het circuit van Spa-Francorchamps

Andrea Barlesi (Parijs, 15 juni 1991) is een Belgisch-Italiaans autocoureur met een Belgische racelicentie.

## Carrière
Barlesi won het Franse kartkampioenschap en het Europese kartkampioenschap tweemaal, in 2007 en 2008. Ook won hij in 2007 het Belgische kartkampioenschap. In 2009 werd hij derde in het Clio Junior Cup-kampioenschap met 5 podiumplaatsen.
In 2010 ging Barlesi rijden in de Le Mans Series voor het team DAMS met als teamgenoten Gary Chalandon en Alessandro Cicognani. Hij won hier één race op de Hungaroring. Uiteindelijk won hij het kampioenschap met twee punten verschil op de nummer twee.
In 2011 reed Barlesi vier kampioenschapsronden voor het team Gulf Racing in de Blancpain Endurance Series met een Lamborghini Gallardo GT3 in de GT3 Pro-Am-klasse. Hij scoorde zes punten in de laatste race op Silverstone met als teamgenoot Frédéric Fatien.
In 2011 reed hij ook in vier kampioenschapsronden in de Intercontinental Le Mans Cup voor het team OAK Racing in de LMP2-klasse. Hij werd 31e (vierde in zijn klasse) in de 12 uur van Sebring en 25e (zevende in zijn klasse) in de 24 uur van Le Mans.
In 2012 ging Barlesi in het World Touring Car Championship rijden voor het team SUNRED Engineering naast Fernando Monje in een Seat Leon.